# Олбег Ратиборович
Олбег, Олбег Ратиборович — переяславський боярин, кінця XI — початку XII століття, син Ратибора Переяславського.

## Відомості
Згаданий в «Повісті временних літ» як вправний стрілець з лука і вбивця половецького ватажка Ітларя, в якого поцілив через отвір в даху.
Можливо брав участь в подальшій обороні від половців Переяслава, під час якої загинув хан Тугоркан та його син.
Прототип персонажу руського епосу — богатиря Олешка.